# Bánh chưng

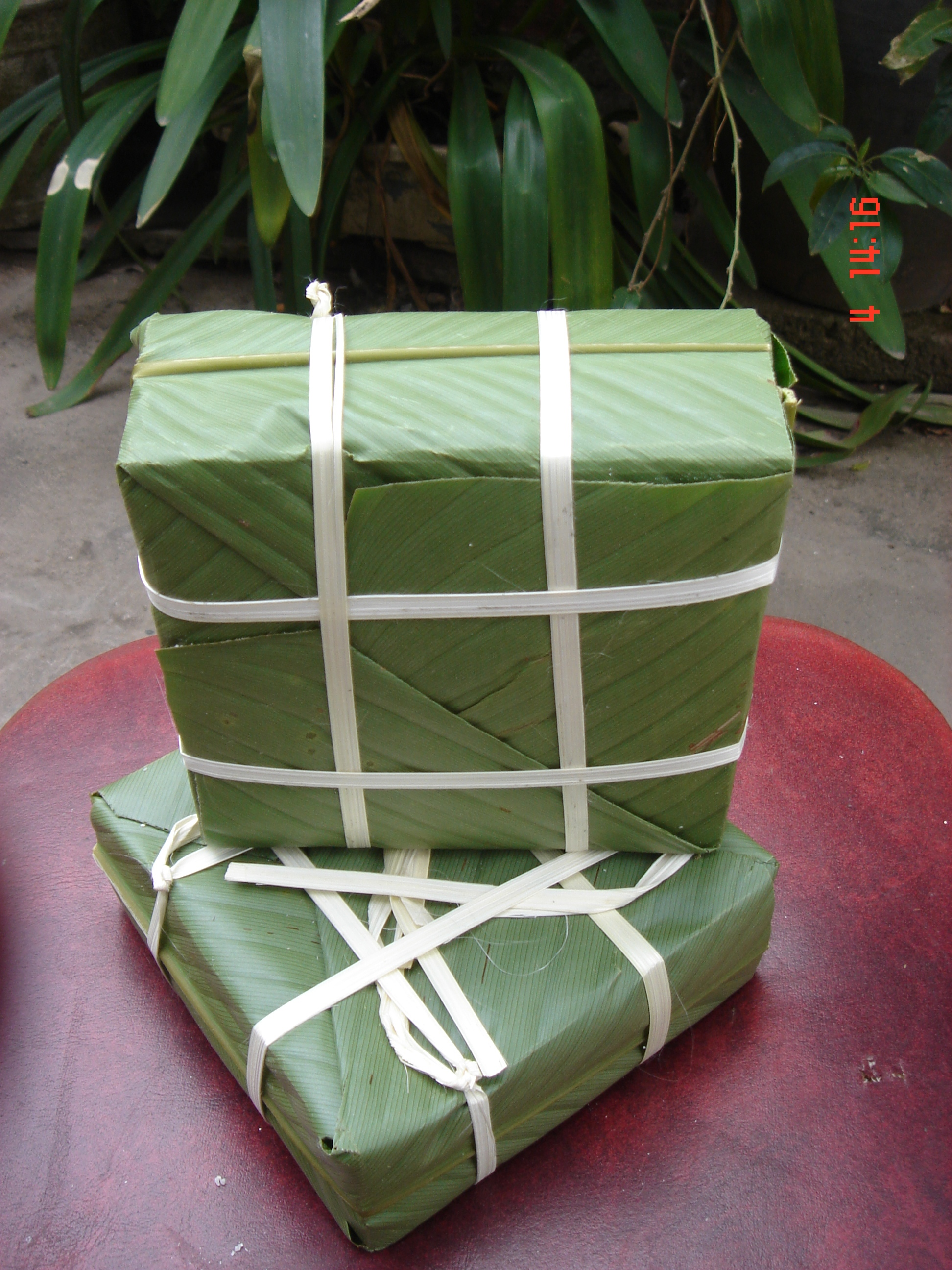
Un par de bánh chưng envueltos en lá dong listos para ser hervidos.

El bánh chưng es un pastel tradicional vietnamita hecho con arroz glutinoso, frijol chino, cerdo y otros ingredientes. Su origen se narra en la leyenda de Lang Liêu, un príncipe del sexto Hùng Vương, que se convirtió en su sucesor gracias a la creación del bánh chưng y el bánh dày, que simbolizaban respectivamente la tierra y el cielo. Considerado un elemento esencial del altar familiar con motivo del Tết, la elaboración y consumo de bánh chưng durante esa época es una tradición bien conservada por los vietnamitas. Aparte de por la fiesta de Tết, el bánh chưng también se consume todo el año como delicia de la cocina vietnamita. Debido a su larga historia y duradera popularidad, el bánh chưng se considera uno de los platos nacionales junto al nem rán y el phở.

## Leyenda y simbolismo

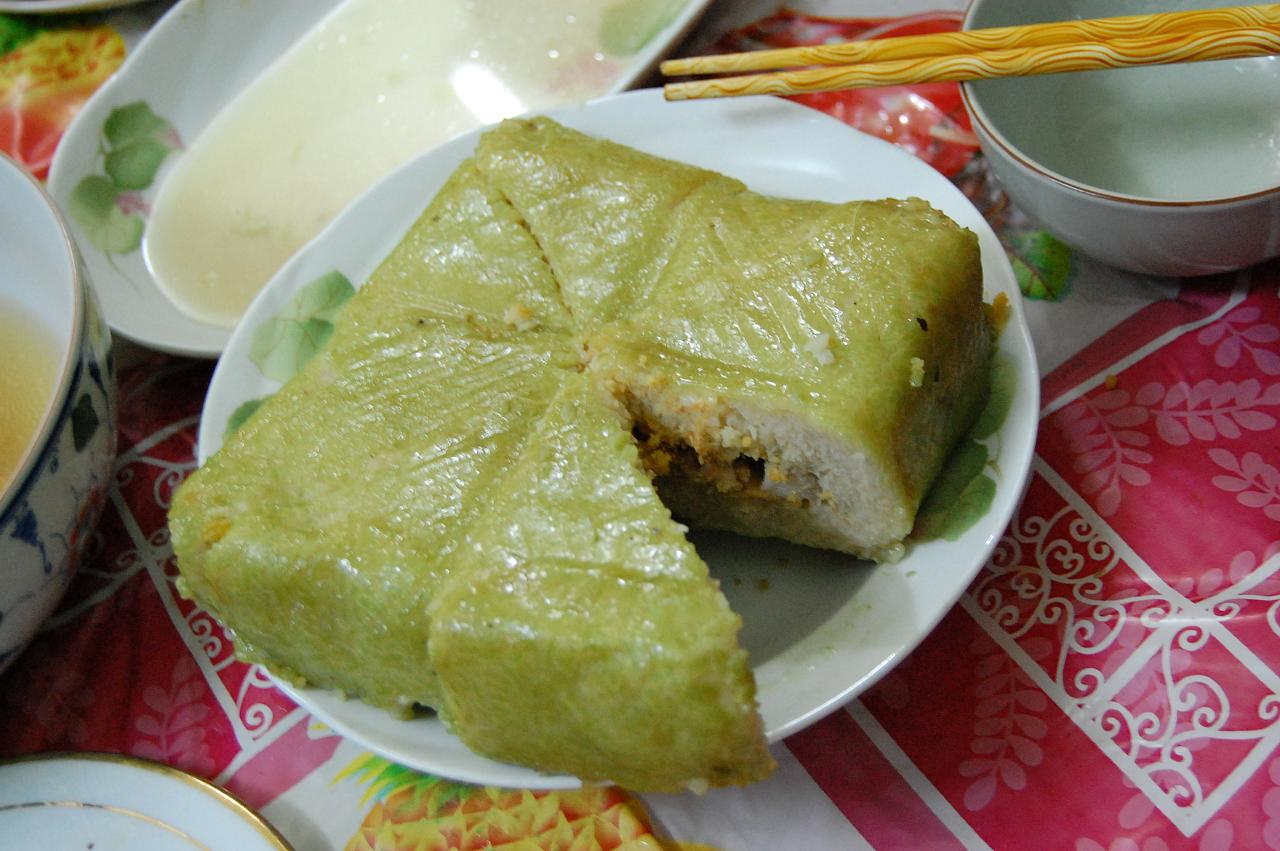
Bánh chưng cortado y listo para comer. Puede verse en relleno.

Según el libro de 1695 Lĩnh Nam chích quái (‘Historia extraordinarias de Lĩnh Nam’), la creación del bánh chưng se debe a Lang Liêu, un príncipe del sexto Hùng Vương. Se dice que tras la victoria sobre el ejército de la dinastía Shang, al elegir un sucesor entre sus hijos, Hùng Vương decidió organizar una competición en la que cada príncipe traería una delicia representando la sinceridad de sus ancestros con ocasión del Tết, y quien trajese el plato más delicioso para el altar se convertiría en el siguiente gobernante del país. Mientras otros príncipes intentaron encontrar alimentos raros y deliciosos en los bosques y el mar, el 18.º príncipe Lang Liêu, que era el hijo más pobre de Hùng Vương, no podía permitirse estos lujosos platos y tuvo que contentarse con ingredientes cotidianos como el arroz y el cerdo. Por fin creó un paste con la forma cuadrada de la tierra llamado bánh chưng y otro con la forma redonda del cielo llamado bánh dày a partir de estos ingredientes simples. Al probar los platos ofrecidos por su hijo, Hùng Vương halló el bánh chưng y bánh dày no solo deliciosos sino también una magnífica representación del respeto por los antepasados. Por eso decidió ceder el trono a Lang Liêu, y el bánh chưng y bánh dày se convirtieron en recetas tradicionales por el Tết.
Considerado un plato indispensable del Tết, el bánh chưng se pone en los altares familiares para honrar a los ancestros y rogarles que ayuden a la familia en el nuevo año. Envuelto en un paquete cuadrado verde, el bánh chưng simboliza la Tierra, enfatizando también la procedencia de la naturaleza de sus diversos ingredientes el significado para los vietnamitas. Mientras la pareja de bánh chưng, la Tierra, y bánh dày, el Cielo, suele considerarse una representación del Cosmos, algunos proponen otro simbolismo dual en el que el bánh chưng representa al hombre y el bánh dày a la mujer, y otros reconocen al bánh giày como símbolo del Yang o el padre mientras el bánh chưng es el símbolo del Yin o la madre.

## Ingredientes y presentación

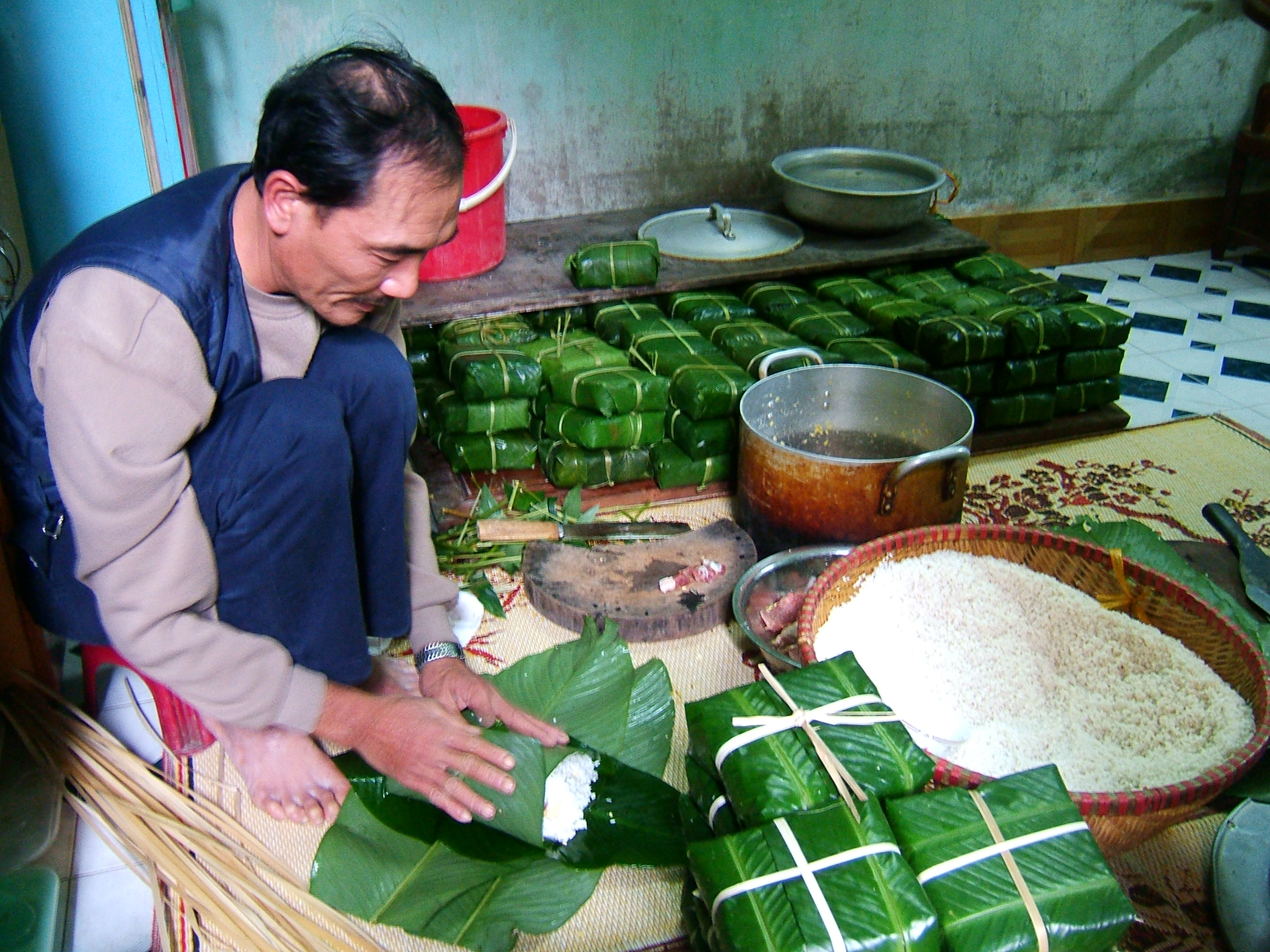
Envolviendo bánh chưng sin molde.

Los ingredientes necesarios para el bánh chưng son el arroz glutinoso, el frijol chino, la carne de cerdo grasa y pimienta negra, sal, a veces cebolla verde y nước mắm. En la fase de embalaje se necesitan lá dong y tiras cortadas de giang, un tipo de bambú que tiene nódulos largos, y a veces un molde de madera cuadrado para que el bánh chưng pueda envolverse con una forma mejor. El lá dong, que es popular solo en el sur de Asia, puede sustituirse por hojas de plátano o incluso lá bàng. El lá dong y las tiras de giang tiene que lavarse cuidadosamente para conservar el sabor del pastel. Estas últimas pueden remojarse en salmuera o cocerse al vapor para que se vuelvan lo suficientemente flexibles. La gente elige a menudo arroz y judías de alta calidad para elaborar bánh chưng, remojándolas 2 horas en agua el frijol chino y de 12 a 14 horas el arroz glutinoso. Tras cortarla en trozos grandes, la carne de cerdo se mezcla con pimienta, cebolla y sal o nước mắm. La gente de Bắc Ninh añadía azúcar a esta mezcla de especias.
El pastel se envuelve en el siguiente orden: primero las tiras de giang y dos hojas de lá dong se disponen como base cuadrada, luego se rellena de arroz glutinoso seguido de frijol chino, cerdo y finalmente otra capa de arroz de forma que el frijol y la carne queden en el centro. Todos los ingredientes se envuelven cuidadosamente en lá dong y se atan con las tiras de giang dándoles forma cuadrada. Para obtener un pastel con forma de cuadrado casi perfecto puede usarse un molde. Para evitar que el pastel se estropee, el bánh chưng debe envolverse cuidadosamente tan apretado como sea posible.
Los pasteles preparados se disponen en una olla grande, que se llena de agua y se hierve durante horas hasta que están completamente hechos. Tras enfriar y desenvolver, el exterior de arroz queda de color verde porque absorbe el color del lá dong. Para lograr este color, algunos fabricantes llegan a introducir pilas en la olla de cocción. Un bánh chưng suele dividirse en 8 parte, usando normalmente la misma tira de giang que lo envuelve. El bánh chưng se sirve a menudo con cebolla o verdura encurtida, giò lụa y nước mắm. Tras desenvolverlo, el bánh chưng se mantiene en buen estado varios días, mientras envuelto se conserva 2 semanas.

## Historia y tradición

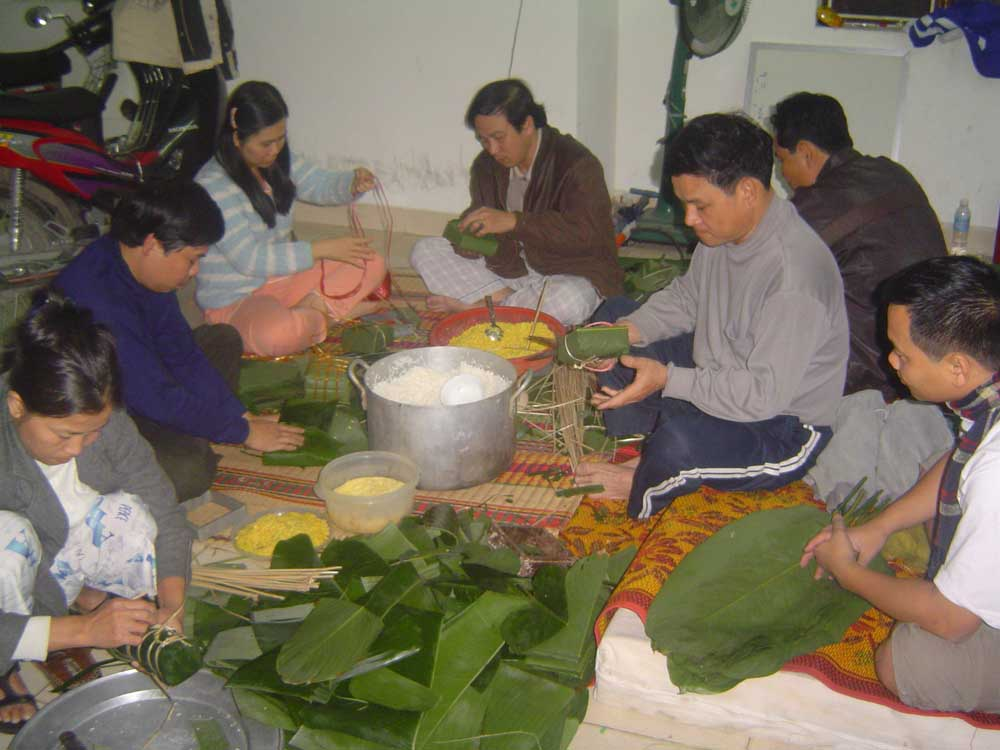
Una familia vietnamita envolviendo bánh chưng.

El bánh chưng siempre se ha considerado un elemento esencial de un Tết tradicional. Como exige la preparación de muchos ingredientes, aquellas familias vietnamitas que pueden permitirse elaborarlo empiezan a hacerlo del 27 al 28 de diciembre (tháng Chạp) en el calendario lunar. Para hacer bánh chưng todos los miembros de la familia se reúnen con tareas diferentes, desde lavar el lá dong, mezclar el cerdo con especias, preparar el frijol chino y (lo más importante) envolver todos los ingredientes en forma cuadrada y hervir los pasteles. El bánh chưng necesita ser hervido cuidadosamente de 10 a 12 horas, durante las cuales los adultos y niños se sientan alrededor del caldero. En el campo, para asegurar que el bánh chưng esté disponible para todas las familias, incluso las pobres, se crea un fondo conjunto llamado họ bánh chưng y aproximadamente un mes antes del Tết, el capital acumulado y los beneficios se dividen entre los miembros del fondo, de forma que dispongan de suficiente dinero para prepararlo.
Actualmente la tradición de preparar bánh chưng artesanalmente ha decaído en Vietnam al ser menor el tamaño de la familia típica y carecer la gente del tiempo necesario para elaborarlo, de forma que lo adquieren en tiendas o lo encargan a familias especializadas en hacerlos. Así el bánh chưng sigue apareciendo en cada familia por el Tết, pero ya no es un producto suyo. Cuando empezaron a surgir los fabricantes especializados de bánh chưng, algunos pueblos adquirieron fama por ello, como Tranh Khúc o Duyên Hà, ambas en Thanh Trì (Hanoi).
Cada año, con motivo del Giỗ Tổ Hùng Vương, se organiza una competición de preparación de bánh chưng y bánh dày en el Templo Hùng (Phú Thọ). Participantes de 8 regiones diferentes, incluyendo Lào Cai, Hanoi y Cần Thơ, reciben 5 kg de arroz glutinoso, judías y 1 kg de cerdo, de forma que puedan hacer 10 bánh chưng en 10 minutos, presentándose el producto del equipo ganador en el altar oficial del festival. en 2005, los fabricantes de bánh chưng de Ciudad Ho Chi Minh ofrecieron al Templo Hùng una pareja gigante de bánh chưng y bánh dày, teniendo el primero un tamaño de 1,8×1,8×0,7 m y 2 toneladas de peso tras su cocción.

## Variantes

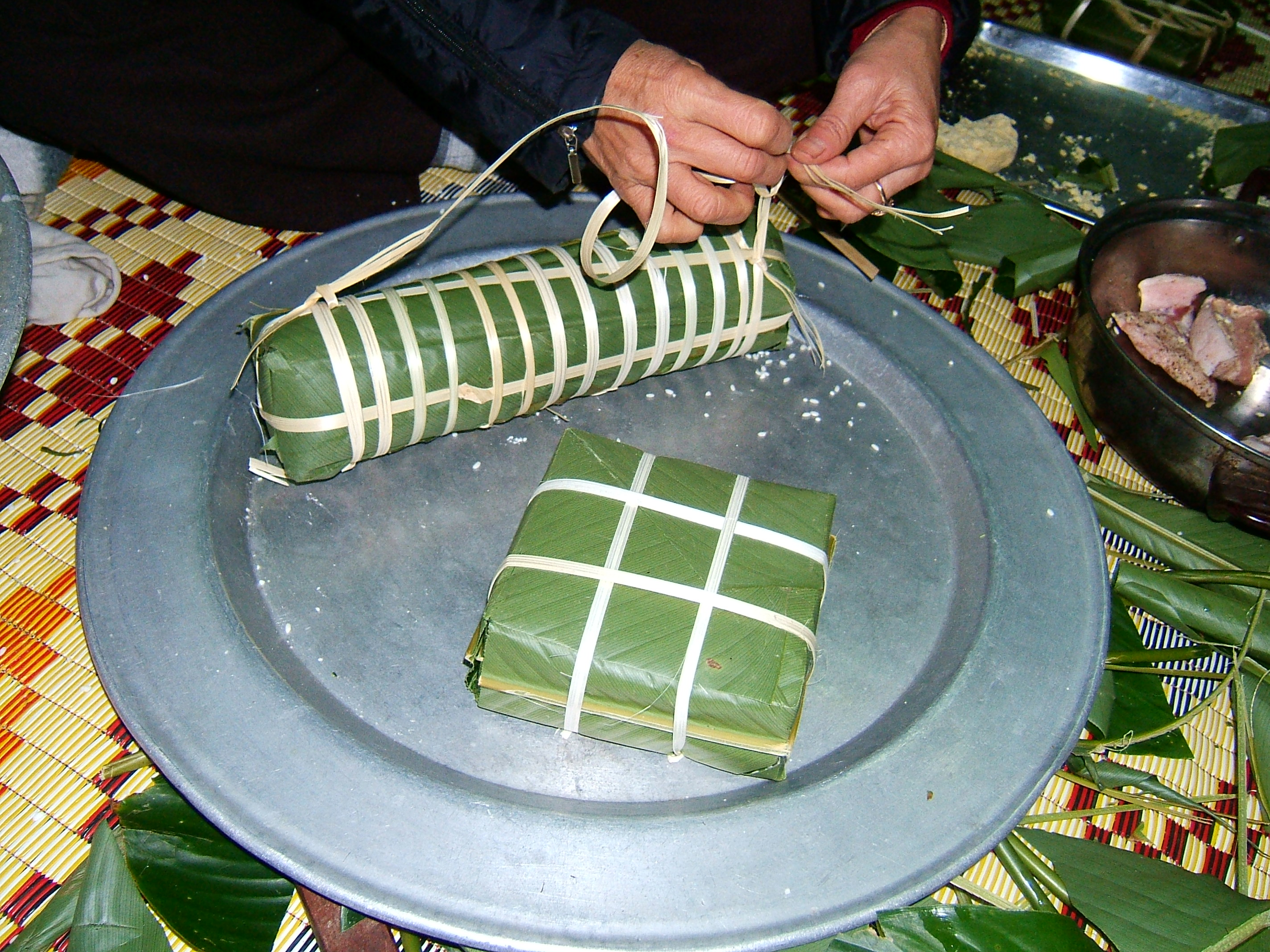
Bánh chưng, el cuadrado, comparado con un bánh tày, el cilíndrico.

Aunque normalmente se come templado o a temperatura ambiente, el bánh chưng también puede freírse y servirse como un panqueque crujiente llamado bánh chưng rán (‘bánh chưng frito’). El escrito Vũ Bằng describió al bánh chưng rán en su libro Thương nhớ mười hai como un plato delicioso durante el frío febrero de Hanói. En algunas regiones se elabora bánh tét en lugar de bánh chưng, que es un pastel cilíndrico con casi los mismos ingredientes. Un pastel parecido al bánh tét se hace en algunas regiones del norte con el nombre de bánh tày o bánh chưng dài (‘bánh chưng largo’). El bánh tày se hace a menudo con una pequeña cantidad de frijol chino y poco o ningún cerdo, de forma que se conserve durante más tiempo. Puede cortarse en rodajas y freírse, como el bánh chưng rán. Los sán dìu tienen otra variante del bánh chưng largo con una joroba en el centro, por lo que se llama bánh chưng gù (‘bánh chưng jorobado’). Además de con lá dong, el bánh chưng gù se envuelve con un tipo adicional de hoja llamada lá chít.
También hay variantes de bánh chưng sin cerdo para vegetarianos y budistas, como el bánh chưng chay o el bánh chưng ngọt. Estas versiones se rellenan con melaza y azúcar morena, y para ellas a veces se mezcla el arroz glutinoso con gac, de forma que el pastel quede con una corteza roja más apetitosa. En el campo, el bánh chưng chay se hacía en tiempo por las familias pobres que no podían permitirse el relleno de cerdo, y lo sustituían por cardamomo, pimienta negra y frijol chino cocido. Este tipo de bánh chưng se tomaba con melaza.